# Ligne du Luxembourg
Cet article court présente un sujet plus développé dans : Ligne 161 (Infrabel) et Ligne 162 (Infrabel).
En Belgique, le terme ligne du Luxembourg désigne deux lignes de chemin de fer continues qui sont fréquemment référencées comme un seul ensemble qui fut construit de 1846 à 1859 par la Grande compagnie du Luxembourg. Elle forme une liaison internationale vers le Grand Duché de Luxembourg et dessert notamment Ottignies, Namur et Arlon.
Son relief très accidenté, qui peut être imputé à un choix de tracé peu heureux et à une absence quasi-totale d'ouvrages d'art a nécessité la création de nombreuses locomotives à vapeur et électriques capables de remorquer un trafic intensif sur les fortes pentes de la ligne.
Nationalisée en 1873, la ligne du Luxembourg est désormais reprise sous deux dénominations distinctes :
- la ligne 161, entre Bruxelles et Namur ;
- la ligne 162, entre Namur, Arlon et la frontière luxembourgeoise.